# Russisch-südkoreanische Beziehungen
Die Russisch-südkoreanischen Beziehungen sind das zwischenstaatliche Verhältnis zwischen Russland und Südkorea. Die diplomatischen Beziehungen zwischen den beiden Ländern begannen am 30. September 1990, wurden jedoch nach dem russischen Überfall auf die Ukraine 2022 angespannt.
Das Russische Reich und das Königreich Korea nahmen 1884 erstmals formelle diplomatische Beziehungen auf, woraufhin Russland beträchtlichen politischen Einfluss in Korea ausübte. 1896 suchte die koreanische Königsfamilie in Seoul auf dem russischen Diplomatengelände Zuflucht vor projapanischen Gruppierungen. Nach der Niederlage Russlands im Russisch-Japanischen Krieg verschwand der russische Einfluss in Korea jedoch fast vollständig und Japan übernahm die Kontrolle über die Koreanische Halbinsel. Mit der Niederlage Japans fiel die Sowjetunion 1945 im Norden Koreas ein, während die USA den Süden besetzten. Im folgenden Koreakrieg (1950–1953) unterstützten die Sowjets Nordkorea militärisch und diplomatisch, während Südkorea von den westlichen Staaten unterstützt wurde. Nach einer Pattsituation wurde die Teilung Koreas in zwei Staaten verfestigt. Der Konflikt um Korea war einer der Gründe für den Ausbruch des Jahrzehnte andauernden Kalten Kriegs, in dem die UdSSR Nordkorea als einzig legitime Regierung Koreas ansahen. Die USA unterhielten Militärstützpunkte und Atomwaffen in Südkorea, was die Sowjetunion als Bedrohung ihrer Sicherheit ansah. Im September 1983 schoss ein sowjetisches Kampfflugzeug den Korean-Air-Lines-Flug 007 ab, als dieser versehentlich in den sowjetischen Luftraum eingedrungen war. Trotz der fehlenden politischen Beziehungen gab es allerdings inoffizielle Handelsbeziehungen zwischen der UdSSR und Südkorea über Drittstaaten. In den späten 1980er Jahren verbesserten sich das Verhältnis unter Michail Gorbatschow und offizielle Handelsbeziehungen wurden aufgenommen. 1990 entschloss sich Gorbatschow Südkorea diplomatisch anzuerkennen, im Gegenzug gewährten die Südkoreaner der bankrotten Sowjetunion einen Kredit in Höhe von drei Milliarden US-Dollar.

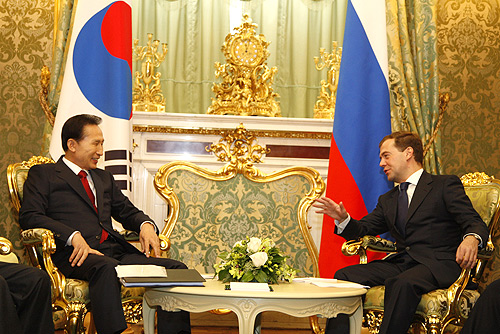
Dmitri Medwedew mit Lee Myung-bak im Kreml (2008)

Nach dem Zusammenbruch der Sowjetunion nahmen Südkorea und Russland im Jahr 1991 diplomatische Beziehungen auf. Am 20. November 1992 unterzeichneten Russland und Südkorea ein Protokoll, das regelmäßige Besuche von Verteidigungsbeamten und Marineschiffen zwischen den beiden Ländern vereinbarte. Die bilateralen Beziehungen entwickelten sich in der Folgezeit positiv, während die russischen Beziehungen zu Nordkorea an Bedeutung verloren. Der russische Präsident Wladimir Putin besuchte Seoul im Februar 2001, während der südkoreanische Präsident Roh Moo-hyun Moskau im September 2004 besuchte. Südkorea und Russland nehmen an den Sechs-Parteien-Gesprächen zur Frage des nordkoreanischen Kernwaffenprogramms teil, das von Russland verurteilt wurde. Vom 21. bis 23. Juni 2018 weilte der südkoreanische Präsident Moon Jae-in zu einem Staatsbesuch in Russland. Am 21. Juni hielt er eine Rede vor der Staatsduma, dem Unterhaus Russlands. Er war der erste südkoreanische Staatschef, der vor dem russischen Parlament sprach. Am Tag darauf führte der russische Präsident Wladimir Putin Gespräche mit Moon Jae-in in Moskau. Die Staats- und Regierungschefs unterzeichneten ein Dokument zur Gründung einer Freihandelszone zwischen beiden Ländern. Im selben Jahr wurde auch eine direkte Kommunikation zwischen den Luftstreitkräften beider Länder vereinbart. Seit den 1990er Jahren hat sich der Handel und die Zusammenarbeit zwischen den beiden Ländern verstärkt. Das Gesamthandelsvolumen zwischen Südkorea und Russland belief sich 2003 auf 4,2 Milliarden US-Dollar, und stieg bis 2018 auf 24,8 Milliarden US-Dollar an.
Nach dem russischen Überfall auf die Ukraine 2022 entschloss sich der konservative und proamerikanische Präsident Yoon Suk-yeol, sich den Sanktionen gegen Russland anzuschließen und Südkorea stellte daraufhin die Lieferung von strategischer Hochtechnologie an Russland ein. Im März 2022 setzte Russland in Reaktion darauf Südkorea auf seine Liste unfreundlicher Staaten. Im Juli 2023 besuchte Präsident Yoon die Ukraine und kündigte militärische, wirtschaftliche und humanitäre Hilfe für das Land an. Als Vergeltung vertiefte Russland in der Folge seine politische und militärische Kooperation mit Nordkorea. Im Juni 2024 unterzeichneten die beiden Länder im Rahmen eines Staatsbesuchs von Wladimir Putin in Nordkorea einen gegenseitigen Verteidigungspakt. Daraufhin erklärte Südkorea, dass es die Lieferung von militärischer Ausrüstung an die Ukraine in Erwägung ziehe. Putin warnte Südkorea davor, die Ukraine militärisch zu unterstützen, da er andernfalls „Entscheidungen treffen würde, die der gegenwärtigen Führung Südkoreas wahrscheinlich nicht gefallen werden“. Am 22. Juni lud Südkorea den russischen Botschafter vor, um gegen den russischen Verteidigungspakt mit Nordkorea zu protestieren.